# Emofilia B
L'emofilia B è un disturbo della coagulazione causato da una mutazione del gene per il fattore IX, che ha come esito una deficienza del fattore IX della coagulazione.
Costituisce la seconda forma più comune di Emofilia, più rara dell'emofilia A, può essere riscontrata nei testi anche come malattia di Christmas, da Stephen Christmas, primo paziente nel quale fu descritta la patologia.

## Sintomi
Emorragie spontanee esordiscono quando i neonati affetti iniziano a deambulare. La gravità dei segni clinici dipende dall'entità del deficit del fattore IX. Se l'attività biologica del fattore IX è inferiore a 1%, l'emofilia è grave e si presenta con emorragie spontanee frequenti e sanguinamenti patologici secondari a piccoli traumi, oppure a interventi chirurgici o a estrazioni dentali. Se l'attività biologica del fattore IX è compresa tra 1% e 5%, l'emofilia è moderatamente grave con sanguinamenti patologici secondari a piccoli traumi, oppure a interventi chirurgici o a estrazioni dentali, mentre l'emorragia spontanea è rara. Se l'attività biologica del fattore IX è compresa tra 5% e 40%, l'emofilia è lieve con sanguinamenti secondari a piccoli traumi, oppure a interventi chirurgici o a estrazioni dentali, ma non sono da escludere le emorragie spontanee.
Le emorragie si localizzano spesso intorno alle articolazioni (emartro) e nei muscoli (ematoma muscolare), ma può essere coinvolto ogni organo o apparato a seguito di traumi o di lesioni. L'ematuria spontanea è abbastanza comune e costituisce un segno altamente suggestivo della malattia.

## Genetica
L'emofilia B viene trasmessa come carattere recessivo legato all'X ed è dovuta alle mutazioni del gene F9 . Il gene è costituito da 34 Kb e contiene 8 esoni. La prevalenza di questa malattia è circa 1/10 rispetto a quella dell’emofilia A.
L'emofilia B si associa a un gran numero di mutazioni diverse del gene. Una variante particolare di emofilia B, denominata fattore IX Leiden, è particolarmente interessante. I pazienti affetti presentano emofilia grave, che migliora dopo la pubertà. L’analisi molecolare può fornire una spiegazione a questo fenomeno: le mutazioni identificate in questi individui sono localizzate nel promotore che regola la trascrizione del fattore IX, i fattori regolativi di questo gene sono gli androgeni, la cui concentrazione aumenta durante la pubertà e determina la maggiore produzione di fattore IX, anche se il promotore del gene è mutato.

## Diagnosi
La diagnosi si basa sui test della coagulazione che mostrano un allungamento dei tempi della coagulazione e può essere confermata dai dosaggi specifici del fattore IX. La diagnosi differenziale si pone con la malattia di von Willebrand e con altre anomalie della coagulazione, associate all'allungamento dei tempi della coagulazione. La diagnosi prenatale è possibile con le analisi molecolari sui villi coriali. Le analisi dei fattori della coagulazione possono essere effettuate sul sangue venoso e del cordone ombelicale. Analogamente all'emofilia A, il PTT è prolungato e il PT è normale.

## Trattamento
Il trattamento si basa sulla terapia sostitutiva mediante derivati plasmatici o con farmaci che utilizzano la proteina ricombinante. Il trattamento può essere somministrato dopo emorragia (trattamento a richiesta) o per prevenire il sanguinamento (trattamento profilattico). La complicazione più frequente è la produzione di anticorpi inibitori rivolti contro il fattore della coagulazione somministrato.